# Asō Takakichi

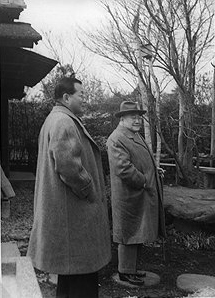
Asō Takakichi (links) und sein Schwiegervater, der ehemalige Premierminister Yoshida Shigeru, am 9. Februar 1955.

Asō Takakichi (jap. 麻生 太賀吉; * 29. September 1911 in Iizuka, Präfektur Fukuoka; † 2. Dezember 1980) war ein japanischer Unternehmer und Politiker. Er leitete über 40 Jahre lang das Familienunternehmen K.K. Asō. Zwischen 1949 und 1955 war er Abgeordneter des Shūgiin, des japanischen Unterhauses, für die Liberale Partei.

## Leben

### Familie und Ausbildung
Asō war der Sohn von Asō Tarō und Enkel von Asō Takichi, Mitglied des Kizokuin, des japanischen Herrenhauses, und Gründer des Asō-Familienunternehmens, das sich ausgehend von einer Kohlemine in der Baustoffherstellung und auch im Eisenbahn- und Elektrizitätsgeschäft betätigte. Seine Mutter Kanō Natsuko war eine Tochter von Vizegraf Kanō Hisayoshi (加納久宜), dem letzten Lehnsherr von Ichinomiya in der Provinz Kazusa, Mitglied des Kizokuin, Bankier und Gouverneur der Präfektur Kagoshima. Sein Onkel mütterlicherseits, Kanō Hisaakira (加納久朗), war von 1962 bis 1963 der dritte gewählte Gouverneur der Präfektur Chiba.
Nach seinem Abschluss an der Mittelschule Fukuoka 1929 – das entspricht einer Oberschule der Nachkriegszeit – studierte Asō bis 1932 an der Fakultät für Rechts- und Geisteswissenschaften der Kaiserlichen Universität Kyūshū.

### Unternehmerkarriere
Asō Takakichi trat 1933 in das Familienunternehmen ein und übernahm nach dem Tod seines Großvaters bereits im Alter von 22 Jahren die Leitung des Unternehmens. Er hing der nationalistischen Ideologie an, die das Japan der frühen Shōwa-Zeit bestimmte. Das 1939 von Asō errichtete Asō-Juku, eine private „Paukschule“, sollte junge Menschen im Geiste erziehen, der Nation durch „Geist, Körper und technische Fähigkeiten“ zu dienen. Asō passte sein Unternehmen schnell den Bedingungen der Kriegswirtschaft und das expansionistisch motivierte politische Klima an; im Januar 1940, drei Jahre nach Ausbruch des Krieges auf dem Festland, erklärte er vor seinen Mitarbeitern:

「わが国では労使は一体である、労使は同じ方向を向いて、即ち共に天皇陛下の方を向いて、…万一このご奉公の精神が判らないというような方があるならば、その方は実に日本臣民として恥ずべき方であり、…」

„In unserem Land sind Arbeiterschaft und Management eins, sie wenden sich in dieselbe Richtung, nämlich in Richtung des Tennō … Sollte möglicherweise jemand den Geist dieser Pflicht nicht verstehen, müsste sich diese Person als Bürger Japans wahrlich schämen…“

Zugleich verfolgte er die – unter japanischen Unternehmen verbreitete – Vision, dass die erzielten Gewinne nicht nur Bereicherung seiner Familie, sondern auch dazu verwendet werden müssen, den Lebensstandard der Arbeiter zu verbessern.
Nach Ansicht von Historikern hat die Familie Asō während des Zweiten Weltkriegs stark von der Zwangsarbeit von Koreanern und alliierten Kriegsgefangenen profitiert: Die Asō-Gruppe hat demnach zwischen 1939 und 1945 insgesamt geschätzt 12.000 Koreaner und rund 300 alliierte Kriegsgefangene als Zwangsarbeiter eingesetzt. Von den Koreanern konnten sich 61,5 % der Rekrutierung durch Flucht entziehen – der höchste Anteil in der Region und ein Indiz dafür, dass die Sicherheitsvorkehrungen der Lager nicht denen eines Gefängnisses entsprachen. Dennoch waren die Bedingungen in den Kohleminen extrem und ein Polizeibericht von Januar 1944 belegt 56 Todesfälle. Die meisten Arbeiter wurden nie für ihre Arbeit bezahlt oder später entschädigt. Asō Takakichi und seine Söhne Tarō und Yutaka, die ihm in der Unternehmensleitung nachfolgten, wurden von ehemaligen Zwangsarbeitern und deren Angehörigen dafür kritisiert, dass sie nie eine klare Entschuldigung ausgesprochen oder sich zu ihrer Verantwortung bekannt haben. Auch die schlechte Behandlung koreanischer Arbeiter vor Ausbruch des Krieges wird von koreanischen Gruppen öffentlich thematisiert. Asō hatte nach Recherchen einiger lokaler Historiker bereits Mitte der 1930er Jahre begonnen, koreanische Arbeiter nach Kyūshū zu bringen.
Nach Kriegsende reorganisierte Asō die Unternehmensgruppe: Die industriellen Aktivitäten und die Eisenbahn aus der Sangyō Cement Tetsudō K.K. und das Bergbauunternehmen Asō Kōgyō K.K. (麻生鉱業株式会社, Aso Mining Co., Ltd.) wurden 1954 unter seiner Leitung in der Asō Sangyō K.K. (麻生産業株式会社, Asō Industry Co. Ltd.) zusammengefasst. Asō reduzierte den Kohlebergbau und baute die Zementproduktion des Unternehmens aus, 1966 entstand Asō Cement K.K. als Ableger. Zugleich förderte er die Internationalisierung der Geschäfte, indem er nach Lateinamerika und Afrika expandierte – sein ältester Sohn Tarō trieb zwei Jahre lang in Sierra Leone den Diamantenabbau voran, bevor ihn der Bürgerkrieg zum Rückzug zwang. 1973 begann Asō Takakichi, sich zugunsten Tarōs aus der Unternehmensleitung zurückzuziehen.
Gleichzeitig mit der Unternehmerkarriere engagierte sich Asō Takakichi in der Politik.

### Politische Karriere
Während einer Reise nach London begegnete Asō Yoshida Shigeru, der dort von 1936 bis 1938 Botschafter war. Zwischen beiden entwickelte sich eine private und politische Freundschaft, die 1938 durch die Heirat Asōs mit Yoshidas Tochter Kazuko (和子) gefestigt wurde. Als Yoshida nach der Gründung der Liberalen Partei Japans die bestimmende Figur auf der politischen Bühne der Nachkriegszeit wurde und von 1946 bis 1947 und von 1948 bis 1954 Premierminister Japans war, führte er auch Asō in die Politik ein. Ab der Shūgiin-Wahl 1949 repräsentierte Asō für drei Wahlperioden den 2. Wahlkreis Fukuoka (fünf Mandate), der nördliche Teile der Präfektur und auch seine Heimatstadt Iizuka umfasste. 1952 und 1953 wurde er als Kandidat mit den meisten Stimmen wiedergewählt. Obwohl er nie einen Kabinettsposten erhielt, war er durch seine engen Beziehungen zu Führungspolitikern wie Yoshida oder Tanaka Kakuei einflussreich und fungierte als Ansprechpartner an der Schnittstelle zwischen Politik und Industrie. Nach der „Konservativen Fusion“ 1955 und Yoshidas Rückzug verließ auch Asō die Politik.

## Nachkommen
Mit seiner Frau Kazuko, der Tochter von Premierminister Yoshida Shigeru und einer Urenkelin von Ōkubo Toshimichi, hatte Asō sechs Kinder, von denen einige eine bedeutende Rolle im öffentlichen Leben spielen:
- Tarō, sein ältester Sohn folgte ihm zunächst in der Leitung des Familienunternehmens und wechselte anschließend in die Politik, wo er es 2008 bis zum Vorsitzenden der Liberaldemokratischen Partei (LDP) und zum Premierminister brachte.
- Seine älteste Tochter Setsuko (雪子) heiratete Sōma Kazutane (相馬和胤), den 33. Erben der Sōma-Familie, der früheren Daimyōfamilie des Sōma-Nakamura-Han in der Provinz Mutsu (später: Provinz Iwaki).
- Seine zweitälteste Tochter Asako (旦子) heiratete den Diplomaten Arafune Kiyohiko (荒船清彦), unter anderem japanischer Botschafter in Spanien.
- Der drittälteste Sohn Yutaka (泰) übernahm die Leitung der Asō-Unternehmensgruppe von seinem älteren Bruder Tarō.
- Die jüngste Tochter Nobuko (信子) heiratete Prinz Tomohito von Mikasa, einen Enkel des Taishō-Tennō und somit Cousin des gegenwärtigen Tennō Akihito.